# Palazzo Donn’Anna

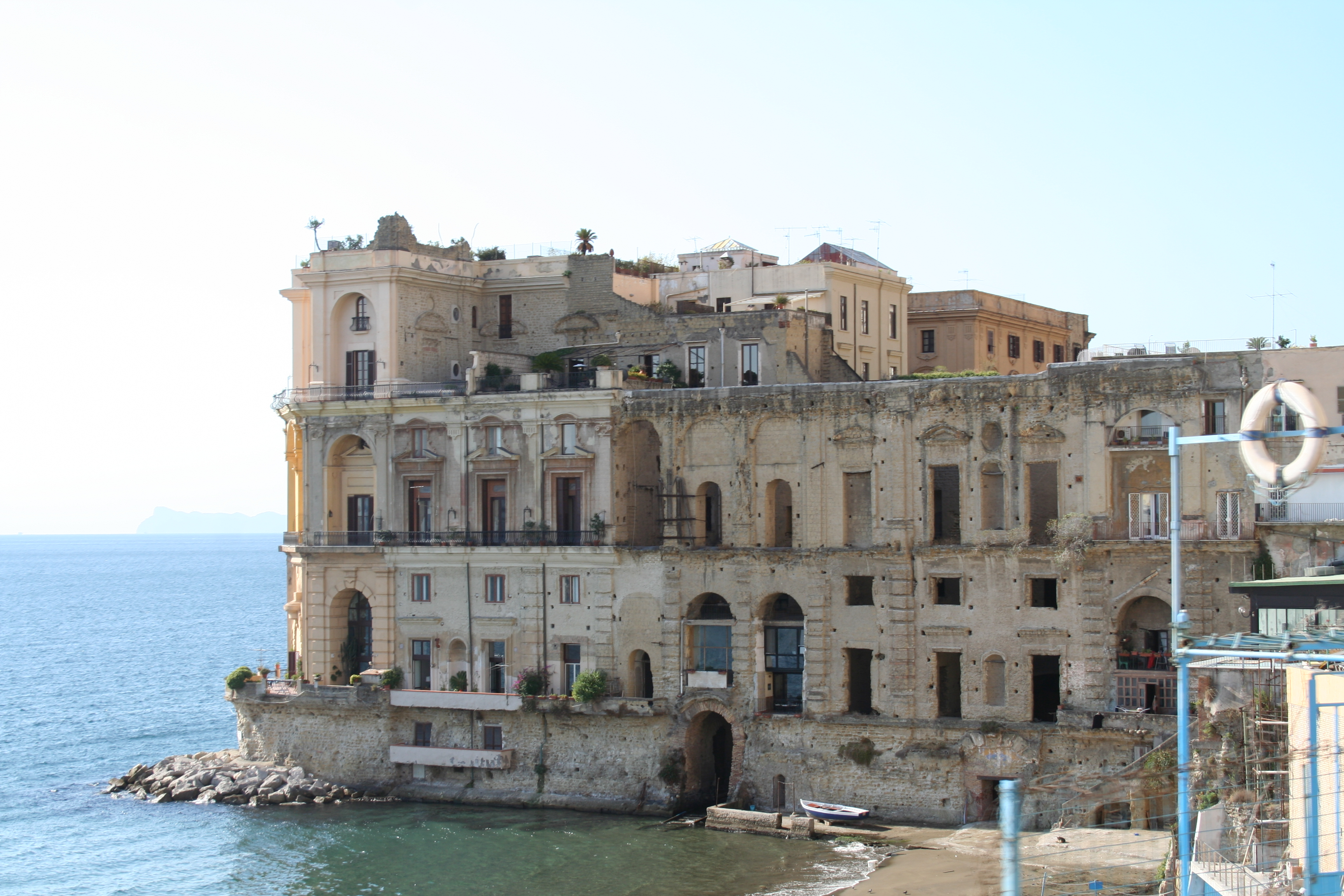
Palazzo Donn’Anna in Neapel an der Via Posillipo

Der Palazzo Donn’Anna ist ein Palast aus dem 17. Jahrhundert im Viertel Villanova di Posillipo in Neapel in der italienischen Region Kampanien. Er liegt in der Via Posillipo, 16C.

## Geschichte

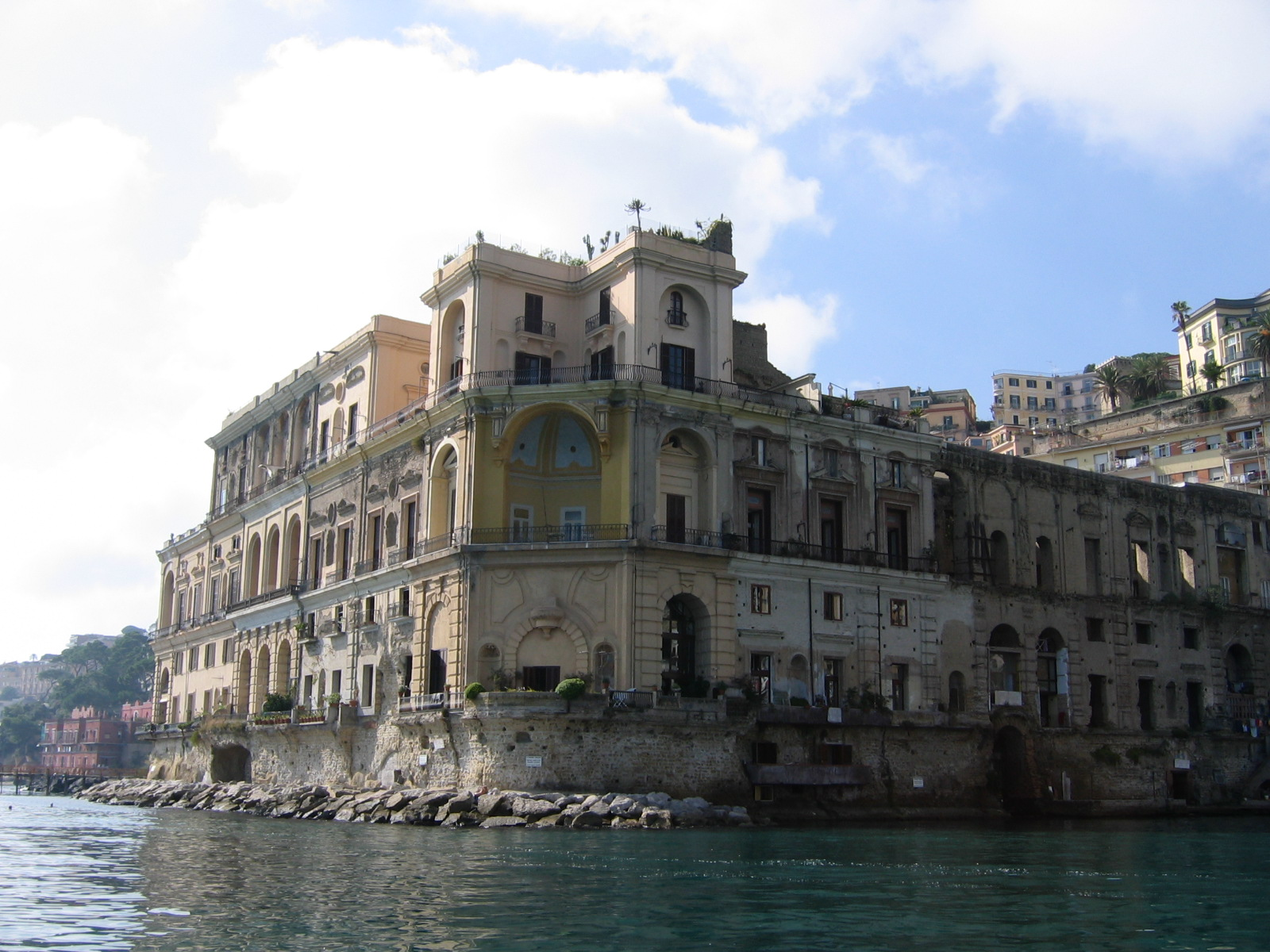
Der Palast vom Meer aus

Die Ursprünge des Palastes sind auf die 1630er-Jahre zurückzuführen, als er im Auftrag von Donna Anna Carafa della Stadera, der Gattin des Vizekönigs Ramiro Felipe Núñez de Guzmán, Herzog von Medina de las Torres, errichtet wurde. Mit der Realisierung wurde der bedeutendste Architekt seiner Zeit in der Stadt, Cosimo Fanzago, beauftragt, der 1642 eine Zeichnung im Stil des neapolitanischen Barock anfertigte, die unter anderem zwei Eingänge vorsah, einen vom Meer aus und einen von einer befahrbaren Straße aus, die sich entlang der Küste von Posillipo erstreckte (und zum Innenhof des Gebäudes führte). Zum Bau des Palastes war es nötig, ein Wohnhaus aus dem 16. Jahrhundert (Villa Bonifacio) abzureißen. Fanzago gelang es aber nicht, das Bauwerk fertigzustellen, da Donn’Anna vorzeitig starb: Sie wurde bei einem Volksaufstand im Zuge der zeitweisen Absetzung des spanischen Vizekönigs getötet; ihr Gatte floh 1648 nach Madrid.

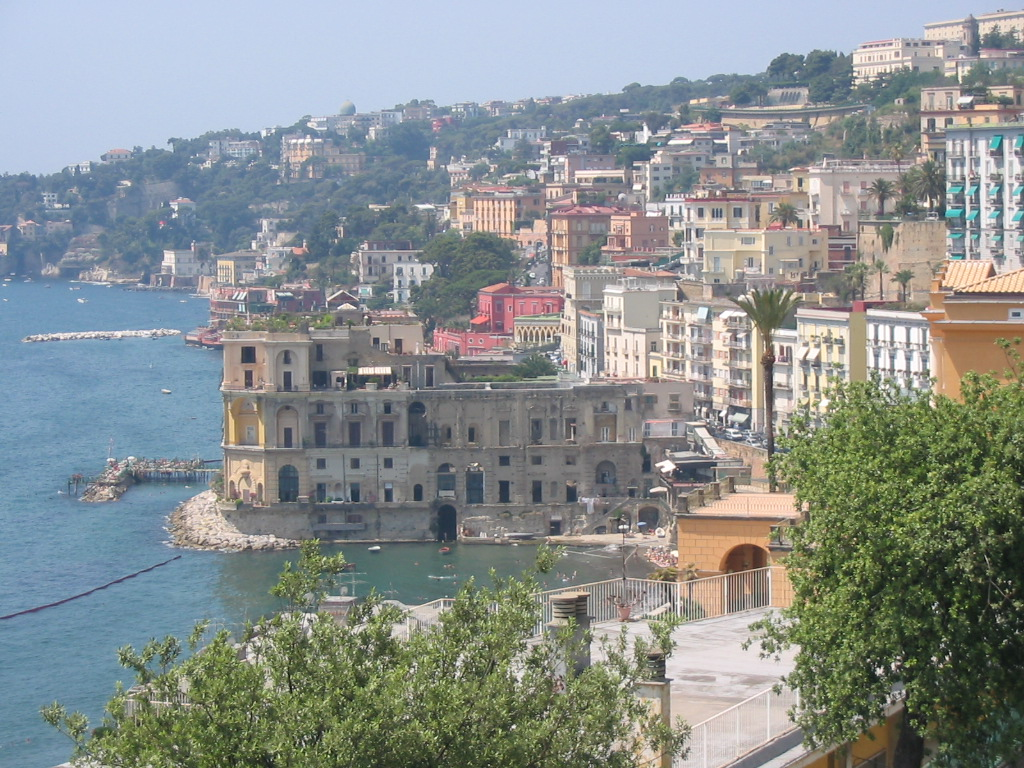
Der Palast von der Via Orazio aus

Das unvollendet gebliebene Gebäude nahm den spektakulären Charme einer antiken Ruine, verstreut zwischen den Überresten römischer Villen und zwischen den Schluchten der Höhlen an, die die Küste von Posillipo kennzeichnen. Im Inneren befindet sich das zum Meer hin offene Theater von besonderem Interesse, von wo aus man ein schönes Panorama von Neapel sehen kann. Dort ist die Fondazione culturale Ezio De Felice untergebracht.
Während des Aufstandes von Masaniello 1647 und beim Erdbeben von 1688 erlitt der Palast einige Schäden. Im Laufe des 19. Jahrhunderts wechselte das Anwesen oft seinen Besitzer, die von Zeit zu Zeit versuchten, die Nutzung zu ändern, wodurch sie erst (1824) eine Kristallfabrik wurde und dann (um 1870) ein Hotel (mit dem Kauf durch die Geissers). In den folgenden Jahren folgten auch weitere Eigentümer aufeinander, wie die Banca d’Italia im Jahre 1894 und die Genevois zwei Jahre später.
Das Gebäude ist heute nicht zu besichtigen und enthält auch kein Museum, sondern dient vollständig privaten Wohnzwecken (aufgeteilt in verschiedene Wohnungen). Der dem Palast nächstgelegene Zugangspunkt für andere Leute als die Besitzer ist der angrenzende private Strand.

## Legenden

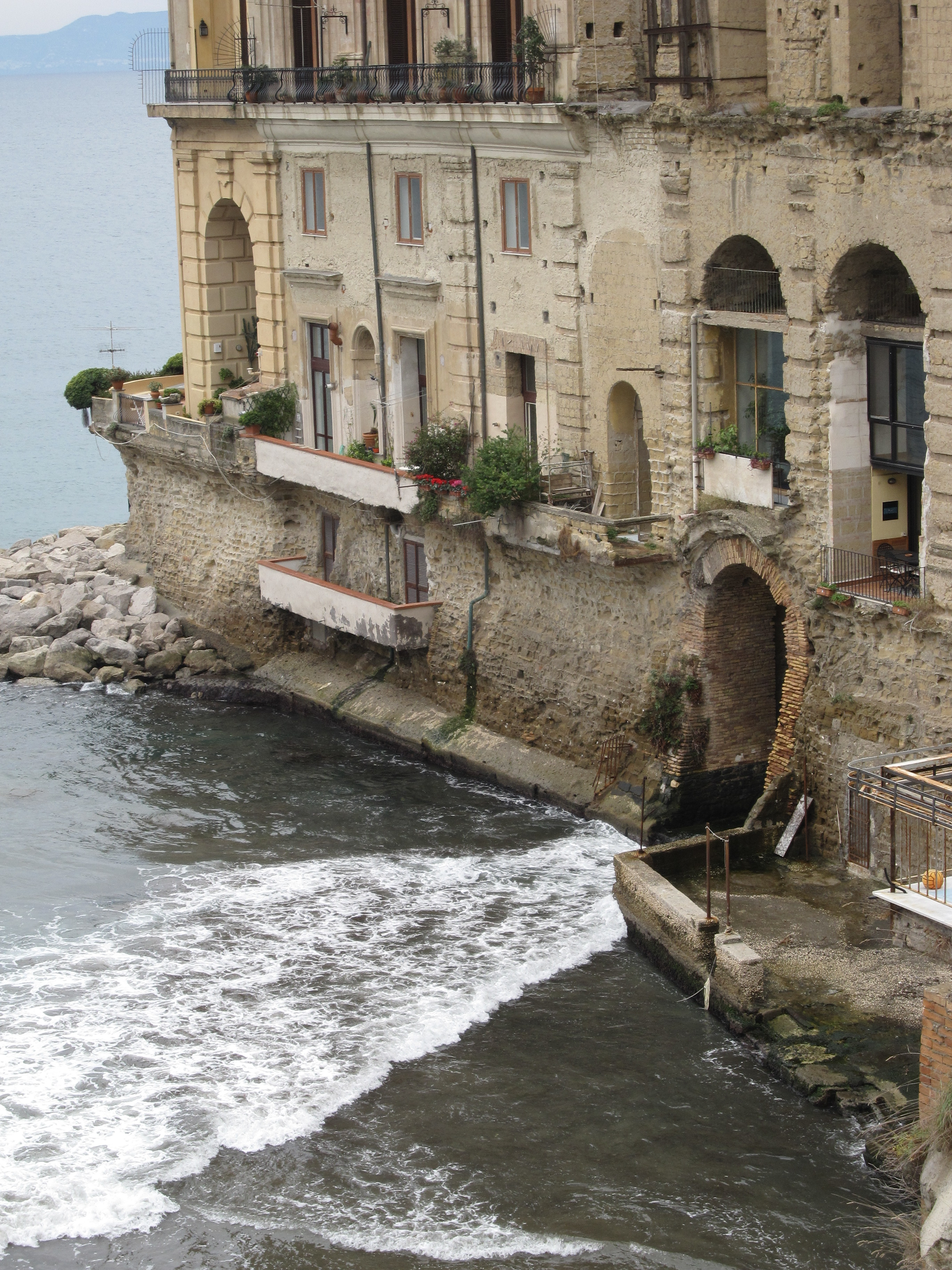
Detail des Palastes

Der Palast ist der Ankerpunkt einer der berühmtesten Legenden von Neapel, verfasst von Matilde Serao. In ihrem Buch „Leggende napoletane“ stellt es die Autorin, wie folgt, dar:

Der graue Palast steht am Meer. Er ist keine Ruine, aber er ist nicht vollendet; er fällt nicht, er wird nicht fallen, weil die starke Meeresbrise die Mauern verfestigt und dunkler macht, weil die Wellen des Meeres nicht so tückisch wie die von Seen und Flüssen sind, sie greifen sie an, aber sie zerstören sie nicht. Die hohen Fenster, breit, ohne Scheiben, ähneln gedankenlosen Augen; in die Tore, von denen die Stufen der Schwellen verschwunden sind, tritt scherzend und lachend die blaue Welle ein, verkrustet ihre Muscheln auf dem Stein, wirft den Sand in die Höfe und hinterlässt dort eine grüne, glänzende Algenplantage. Nachts wird der Palast schwarz, intensiv schwarz; der Himmel klart über seinem Kopf auf, die hohen, schönen Sterne leuchten, phosphorisiert das Meer von Posillipo, von den in den Wäldchen verlorenen Villen erklingen melancholische Liebeslieder und die melancholischen Noten der Mandoline: Der Palast bleibt düster und unter seinen Gewölben tosen die Meereswellen ...

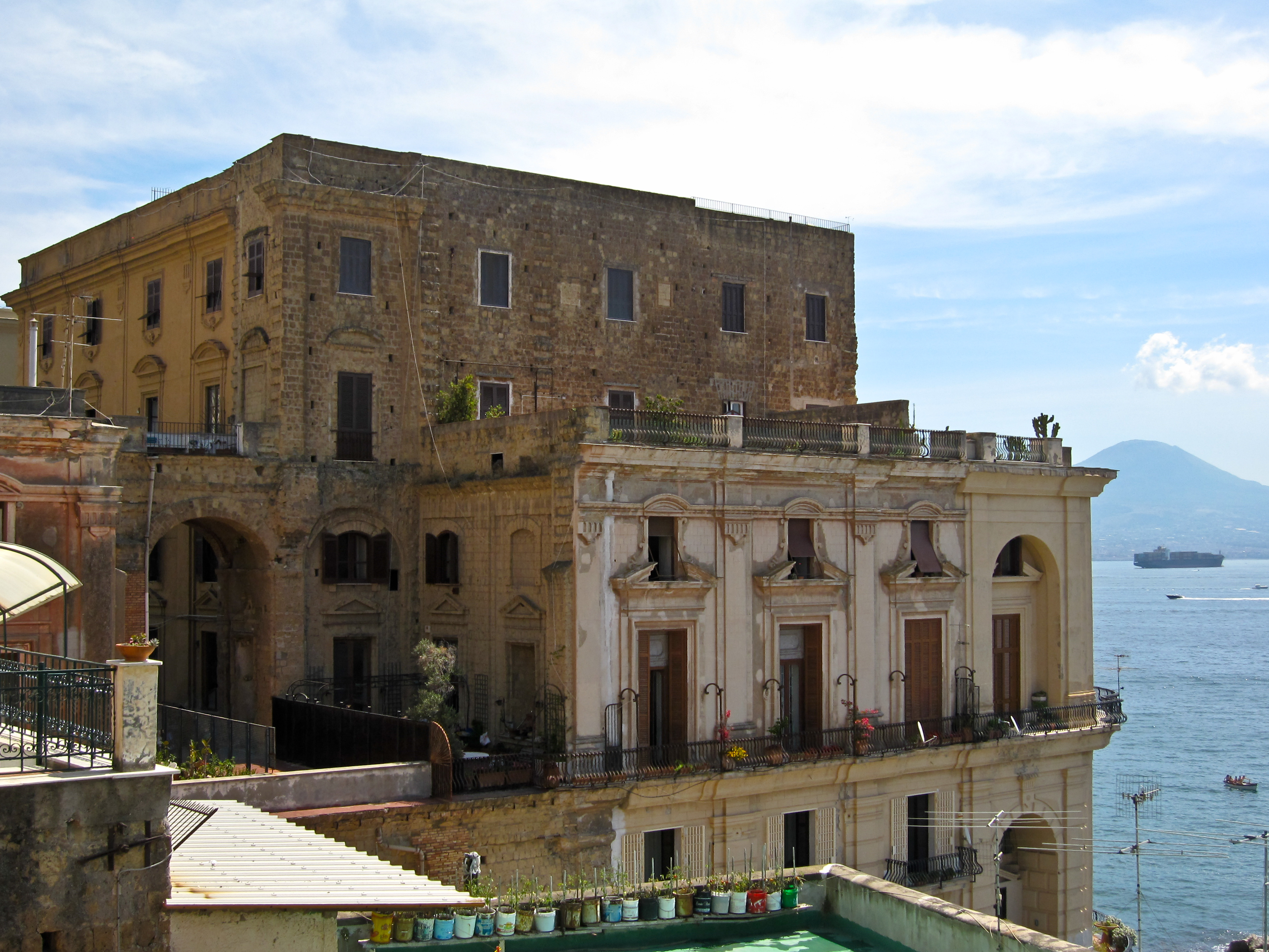
Der Palast von hinten

Im Volksglauben wird Donn’Anna mit der bekannten und diskutierten Königin Johanna von Neapel verwechselt, die hier ihre jungen Liebhaber treffen würde, die aus talentierten Fischern ausgewählt würden und mit denen sie leidenschaftliche Liebesnächte durchleben würde, und sie dann im Morgengrauen töten würde und aus dem Palast werfen würde; die Legende erzählt, dass die Seelen dieser unglücklichen jungen Männer noch im Keller der alten Wohnstatt umherwandern würden, aufs Meer schauten und stöhnten. Andere Legenden erzählen dagegen, dass die Königin ihren Geliebten mit einem Ruderboot aus dem Tor zum Meer hinausfahren ließe, das man heute vom Strand aus sehen kann und das von den Mietern zum Anlanden von Booten genutzt wird.
Eine weitere moderne Sage, die ebenfalls von Matilde Serao erzählt wird, erzählt von einem Geist der jungen und sehr schönen Mercede de las Torres, der in einer theatralischen Szene den adligen Gaetano di Casapesenna, den Geliebten der Vizekönigin Anna Carafa, küsst. Die junge Frau, Nichte der Adligen Carafa, soll dort auf mysteriöse Weise verschwunden sein. So schlussfolgert Serao in Bezug auf die Sage des „Palazzo Donn’Anna“:

Sind das die Geister von Liebenden? Oder Götter, göttliche Geister! Warum können wir nicht, wie ihr, uns auch nach dem Tod noch nach Liebe sehnen?

## In der Literatur
Für Raffaele la Capria, der den Palast zu einem der Handlungsorte in seinem Roman Ferito a morte (dt.: Tödlich verwundet) handelt es sich dabei um einen „majestätischen, zerfallenden Riesenbau und praktisch eine Ruine, aber sehr schön, vor dem Meer“.
Der Palast wurde auch definiert als „in Wirklichkeit «eine besonders effektive Synekdoche» für die Stadt Neapel, unbestrittenes Symbol des unvermeidlichen Sieges der Natur über die Geschichte“.

## Bildergalerie

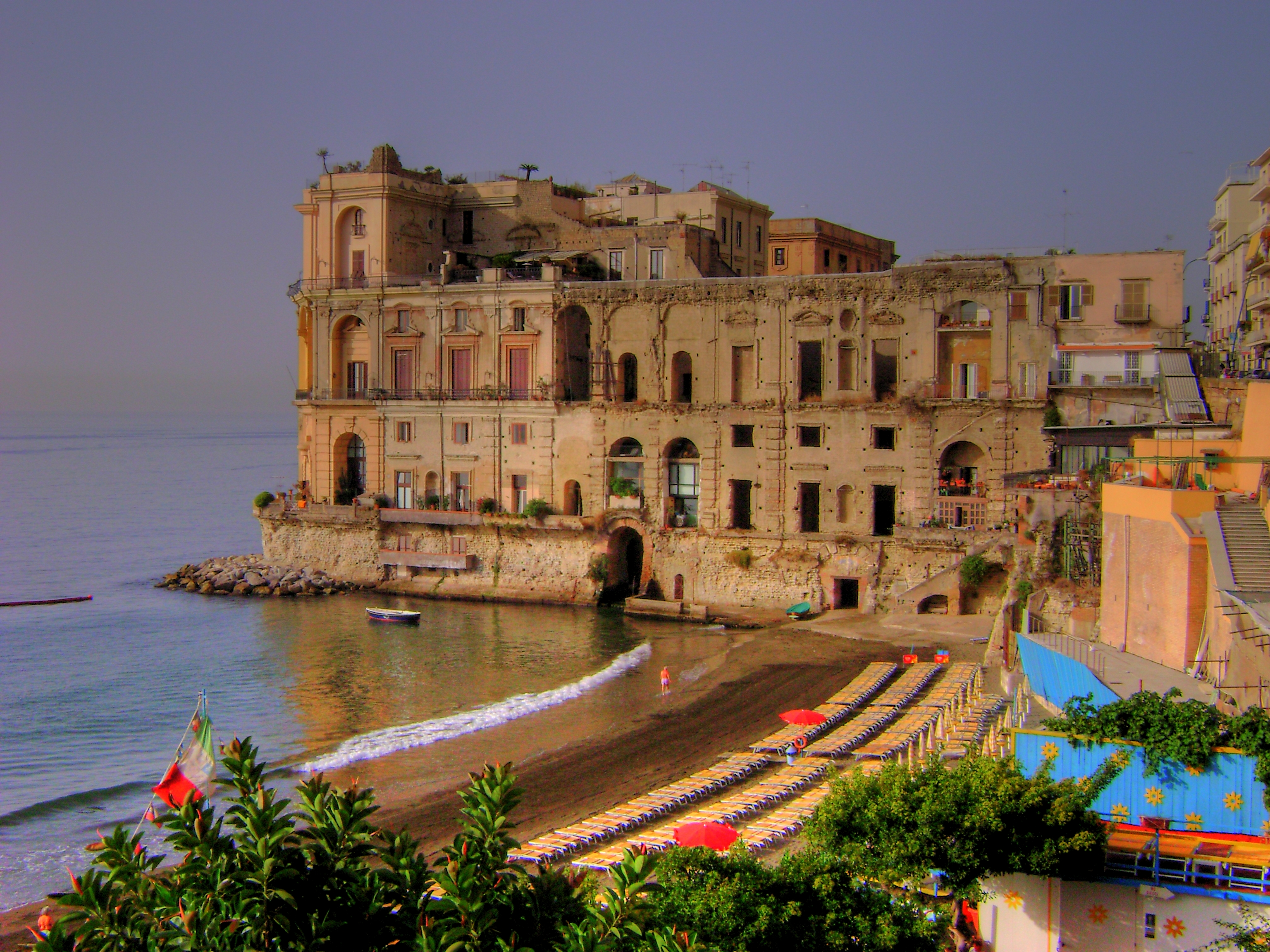
Blick auf den Palast
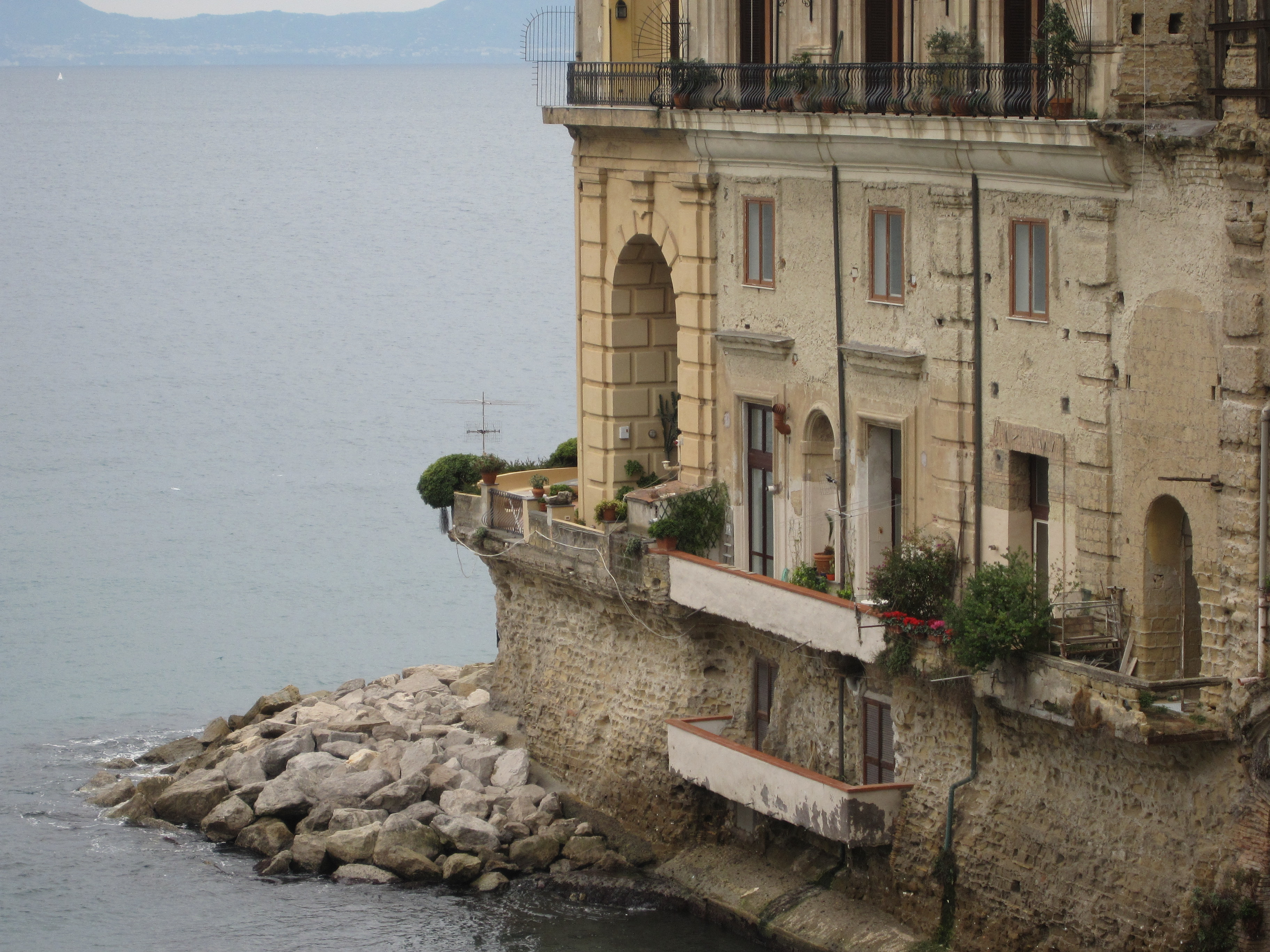
Detail der Hauptfassade
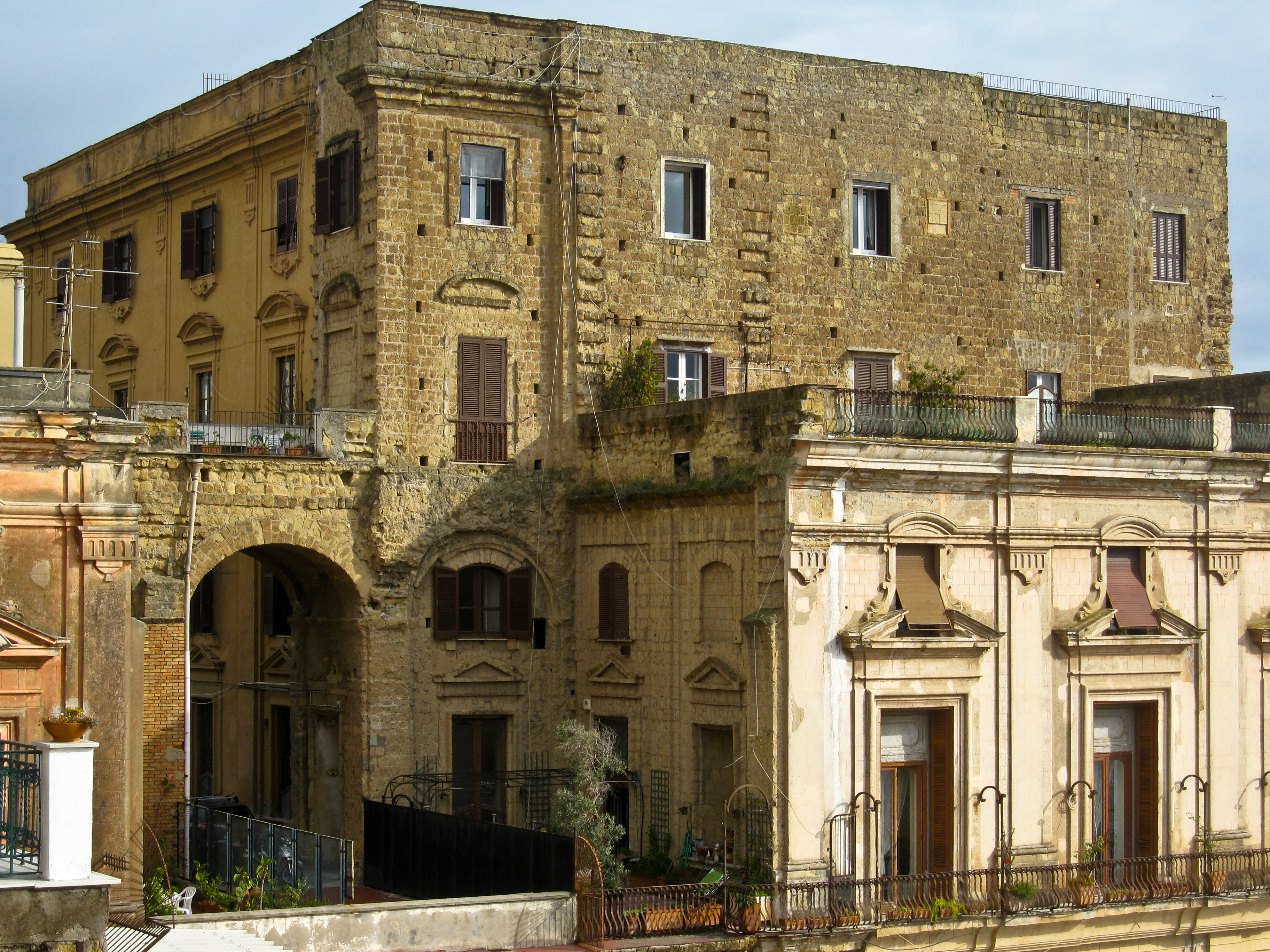
Detail der Rückseite des Palastes